# Gerlinci
Gerlinci (madžarsko: Görhegy nemško Jörgelsdorf prekmursko Göronci) so naselje v Občini Cankova. V naselju je 105 hiš in 311 prebivalcev. Tu se je rodil Evald Flisar. Zelo pogost priimek v naselju je Gomboc.